# Mały Cezar
Mały Cezar (ang. Little Caesar) – amerykański film gangsterski z 1931 roku w reżyserii Mervyna LeRoya, zrealizowany na podstawie powieści W.R. Burnetta. Pierwszy amerykański film dźwiękowy o tematyce gangsterskiej, przedstawiający losy gangstera ściganego przez policję. Został zrealizowany w erze przed nastaniem kodeksu Haysa.

## Fabuła
W sylwestrowy wieczór gangster Rico napada na lokal, w który odbywa się przyjęcie. Bezwzględny bandyta zabija komisarza miasta ds. walki z przestępczością. Dokonując, tak spektakularnego czynu awansuje na przywódcę przestępczego świata. Realizuje swoje ambicje, poszerza wpływy, przejmując siłą terytorium rywala. Ten przerażony  bezwzględnością Rico ucieka. Jednak Rico dosięga zemsta. Za popełnione zbrodnie ginie w rynsztoku. W tym  filmie gangsterskim po raz pierwszy słychać wielkomiejski gwar, pisk opon w czasie pościgu, czy też serie wystrzałów z automatu.

## Obsada
- Edward G. Robinson - Caesar Enrico "Rico" Bandello / "Mały Caesar"
- Douglas Fairbanks Jr. - Joe Massara
- Glenda Farrell - Olga Stassoff
- William Collier - Tony Passa
- Sidney Blackmer - "Big Boy"
- Ralph Ince - Pete Montana
- Thomas E. Jackson - sierżant/porucznik Thomas Flaherty
- Stanley Fields - Sam Vettori
- Maurice Black - mały Arnie Lorch
- George E. Stone - Otero
- Landers Stevens - Alvin McClure - komisarz kryminalny